# 肉食女子部
『肉食女子部』（にくしょくじょしぶ）は、2015年10月から2016年3月にかけて、5いっしょ3ちゃんねる加盟各局および岐阜放送、サンテレビジョン、ひかりTV、NOTTV、スターキャット・ケーブルネットワークの共同制作により放送されていたバラエティ番組・グルメ番組である。

## 概要
グラビアアイドルが焼肉を食べながら、毎週異なる変わった趣味嗜好を持つゲストを招いてトークをする。また、番組終盤では、その回で食した焼肉のメニューを紹介したり、食肉に関するイベント紹介などを行っている。

## 出演者
| - 森下悠里 - 川村ゆきえ | - 今野杏南 - 岸明日香 | - 星名美津紀 - 鈴木ふみ奈 | - 橘花凛（2015年11月加入） - 芹沢潤（2015年11月加入） |

※当初は篠崎愛も出演者の一人としてラインアップされていたが、多忙のため一度も出演しなかった。

## 放送リスト
| 話数          | 出演者                                                  | テーマ                                   | ゲスト | 今週のお肉                   | イベント・レポート                                               | 小説朗読→植物博士わぴちゃんの有名人誕生花           | ロケに使用した店舗                                    |
| ------------- | ------------------------------------------------------- | ---------------------------------------- | --- | ---------------------------- | ---------------------------------------------------------------- | --------------------------------------------------- | ----------------------------------------------------- |
| 第1回         | 森下悠里 今野杏南 岸明日香 鈴木ふみ奈                   | パーティーピーポー                       | イルマニア （埼玉県入間市在住の男性4人組）                                                                        | 松茸の牛タン巻き             | 肉ROCKフェス2015（開催地：さいたまスーパーアリーナ周辺）レポート | 今野杏南                                            | 牛角泉岳寺駅前店 （東京都港区）                       |
| 第2回         | 森下悠里 今野杏南 星名美津紀 鈴木ふみ奈                 | 1年間で372件のホテルにチェックインした男 | 瀧澤信秋 （ホテル評論家）                                                                                         | 厳選4種盛り                  | 肉ROCKフェス2015（開催地：さいたまスーパーアリーナ周辺）レポート | 今野杏南                                            | 牛角泉岳寺駅前店 （東京都港区）                       |
| 第3回         | 星名美津紀 鈴木ふみ奈 今野杏南                          | 胸に執着する男たち                       | 伴田良輔 （作家） 岡戸雅樹 （写真家）                                                                             | プルコギ                     | 肉ROCKフェス2015（開催地：さいたまスーパーアリーナ周辺）レポート | 今野杏南                                            | 巨牛荘六本木店 （東京都港区）                         |
| 第4回         | 森下悠里 岸明日香 鈴木ふみ奈 今野杏南                   | 秘境に取り憑かれた人たち                 | 田島和江 （旅行会社代表） 金子貴一 （秘境添乗員）                                                                 | ミスジ                       |                                                                  | 今野杏南                                            | WORLD DINER produced by 牛の達人 （東京都中央区銀座） |
| 第5回         | 森下悠里 鈴木ふみ奈 今野杏南                            | ヤバイ嗜好を持つ写真家                   | 青山裕企 Poko （ともに写真家）                                                                                    | 熟成塊肉ステーキ             |                                                                  | 今野杏南                                            | WORLD DINER produced by 牛の達人 （東京都中央区銀座） |
| 第6回         | 今野杏南 岸明日香 星名美津紀                            | 女装に溺れた男たち                       | キャンディ・H・ミルキィ 相沢一子（いっちゃん） （ともに女装家）                                                   | 和牛の握り                   |                                                                  | 今野杏南                                            | WORLD DINER produced by 牛の達人 （東京都中央区銀座） |
| 第7回         | 森下悠里 鈴木ふみ奈、 橘花凛 岸明日香                   | 人間の知られざるヒミツを知った人たち     | 齊藤勇 （心理学者） 竹内久美子 （動物行動学研究家）                                                               | 薄切りリブロースの焼きしゃぶ |                                                                  | 岸明日香                                            | 梨の家五反田店 （東京都品川区）                       |
| 第8回         | 川村ゆきえ 今野杏南 岸明日香                            | 週に1度家に帰らない女                    | かとうちあき （ミニコミ誌編集長）                                                                                 | カイノミ                     |                                                                  | 岸明日香                                            | 梨の家五反田店 （東京都品川区）                       |
| 第9回         | 森下悠里 岸明日香 星名美津紀                            | 不思議な稼業を持つ男たち                 | ヒモショウヘイ （ヒモ） ピクピクン （漫画家）                                                                     | 極みサーロインステーキ       |                                                                  | 岸明日香                                            | 梨の家五反田店 （東京都品川区）                       |
| 第10回        | 森下悠里 川村ゆきえ 芹沢潤                              | とにかくタダに執着する男                 | パーティ内山 （お笑い芸人）                                                                                       | 特撰和牛厚切りタン           |                                                                  | 岸明日香                                            | 梨の家五反田店 （東京都品川区）                       |
| 第11回        | 森下悠里 鈴木ふみ奈 橘花凛 今野杏南                     | 道端のアレを何よりも愛する人             | 岩槻秀明（わぴちゃん） （自然科学系ライター）                                                                     | 骨付きカルビ                 |                                                                  | 今野杏南                                            | 巨牛荘六本木店 （東京都港区）                         |
| 第12回        | 森下悠里 今野杏南 岸明日香                              | イケメンなのに○○な男                     | Jake （タレント）                                                                                                 | 冷麺                         |                                                                  | 今野杏南                                            | 巨牛荘六本木店 （東京都港区）                         |
| 第13回        | 森下悠里 岸明日香 鈴木ふみ奈 今野杏南                   | 恐怖の○○にトリツカレタ男たち             | 大島てる （事故物件公示サイト管理者） 松原タニシ （ピン芸人）                                                     | 桜納豆ユッケ                 |                                                                  | 今野杏南                                            | 巨牛荘六本木店 （東京都港区）                         |
| 第14回        | 今野杏南 岸明日香 星名美津紀                            | 世界一気持ち悪い男                       | 地主恵亮 （フリーライター）                                                                                       | ケジャン                     |                                                                  | 今野杏南                                            | 巨牛荘六本木店 （東京都港区）                         |
| 第15回        | 今野杏南 星名美津紀 鈴木ふみ奈                          | 世界一ブキミな弁護士                     | 太田真也 （アニオタ弁護士）                                                                                       | 上タン塩                     |                                                                  | 今野杏南                                            | 巨牛荘六本木店 （東京都港区）                         |
| 第16回        | 森下悠里 星名美津紀 橘花凛                              | 何かに取り憑かれている男たち             | 塩谷朋之 （顔ハメ看板ニスト） ピート小林 （カカシ写真家） 深海魚くん （深海アイドル）                             | サンパセット                 |                                                                  | ホトケノザ （松下奈緒）                             | やさい村 大地・赤坂田町通り店 （東京都港区）          |
| 第17回        | 森下悠里 岸明日香 星名美津紀                            | 金を持ちすぎた人たち                     | ニック （お笑い芸人・タイムボムのメンバー） 前田けゑ （タレント）                                                 | サンパセット                 |                                                                  | チューリップ （アントニオ猪木）                     | やさい村 大地・赤坂田町通り店 （東京都港区）          |
| 第18回        | 岸明日香 鈴木ふみ奈 芹沢潤                              | 仁義なき漢（おとこ）たち                 | 石原伸司 （作家・元極道） 北芝健 （作家・元刑事）                                                                 | サンパセット                 |                                                                  | スノードロップ （桑田佳祐（サザンオールスターズ）） | やさい村 大地・赤坂田町通り店 （東京都港区）          |
| 第19回        | 森下悠里 橘花凛 芹沢潤                                  | 地下に閉じこもった人々                   | 姫乃たま 立花なぎさ 少女☆タコサム （ともに地下アイドル）                                                          | サンパセット                 |                                                                  | タネツケバナ （中山美穂）                           | やさい村 大地・赤坂田町通り店 （東京都港区）          |
| 第20回        | 岸明日香 星名美津紀 鈴木ふみ奈                          | 人間離れしたい男たち                     | 東條誠 （ホスト） アレン （タレント）                                                                             | サンパセット                 |                                                                  | エノキ （松田聖子）                                 | やさい村 大地・赤坂田町通り店 （東京都港区）          |
| 第21回        | 森下悠里 今野杏南 鈴木ふみ奈                            | ギリギリアウトなお医者様                 | Dr.まあや （脳外科医） 嶋田泰次郎 （歯科医）                                                                      | 世界一長い 特上タン          |                                                                  | アセビ （武豊）                                     | 離宮 （東京都港区）                                   |
| 第22回        | 森下悠里 星名美津紀 鈴木ふみ奈                          | 常軌を逸した胸を持つ女たち               | 星間美佳 （声優） 痛子 （コスプレイヤー）                                                                         | シャトーブリアン             |                                                                  | カタクリ （羽鳥慎一）                               | 離宮 （東京都港区）                                   |
| 第23回        | 今野杏奈 星名美津紀 芹沢純                              | 独自の世界を極めたアーティスト           | エンドケイプ （バナナーティスト） 大野萌菜美 （ダンボール・アーティスト） 田澤誠司 （LINEスタンプ・クリエイター） | ハラミの岩塩プレート焼き     |                                                                  | ゴボウ （西島秀俊）                                 | 離宮 （東京都港区）                                   |
| 第24回 （終） | 森下悠里 今野杏南 岸明日香 星名美津紀 鈴木ふみ奈 芹沢潤 | 憧れの人に会いたい女たち                 | 総集編のため、なし                                                                                                | 肩ロース                     |                                                                  | シャガ （桑野信義）                                 | 離宮 （東京都港区）                                   |

## 放送局と放送時間
| 放送対象地域            | 放送局                                | 放送期間                       | 系列                                       | 放送日時           | 備考   |
| ----------------------- | ------------------------------------- | ------------------------------ | ------------------------------------------ | ------------------ | ------ |
| 埼玉県                  | テレビ埼玉 (TVS)                      | 2015年10月12日 - 2016年3月28日 | 独立局 （5いっしょ3ちゃんねる） 共同制作局 | 月曜 23:30 - 24:00 | 幹事局 |
| 栃木県                  | とちぎテレビ (GYT)                    | 2015年10月14日 - 2016年3月30日 | 独立局 （5いっしょ3ちゃんねる） 共同制作局 | 水曜 24:30 - 25:00 |        |
| 群馬県                  | 群馬テレビ (GTV)                      | 2015年10月13日 - 2016年3月29日 | 独立局 （5いっしょ3ちゃんねる） 共同制作局 | 火曜 23:30 - 24:00 |        |
| 千葉県                  | 千葉テレビ (CTC)                      | 2015年10月15日 - 2016年3月31日 | 独立局 （5いっしょ3ちゃんねる） 共同制作局 | 木曜 23:00 - 23:30 |        |
| 神奈川県                | テレビ神奈川 (tvk)                    | 2015年10月14日 - 2016年3月30日 | 独立局 （5いっしょ3ちゃんねる） 共同制作局 | 水曜 25:30 - 26:00 |        |
| 岐阜県                  | 岐阜放送 (GBS)                        | 2015年10月14日 -               | 独立局 共同制作局                          | 水曜 25:30 - 26:00 |        |
| 兵庫県                  | サンテレビジョン (SUN-TV)             | 2015年10月14日 -               | 独立局 共同制作局                          | 水曜 24:00 - 24:30 |        |
| 日本全域                | ひかりTV                              | 2015年10月13日 -               | IP放送 共同制作局                          | 火曜 24:30 - 25:00 |        |
| 日本全域                | NOTTV                                 | 2015年10月18日 -               | スマートフォン向けTV 共同制作局            | 日曜 25:00 - 25:30 |        |
| 愛知県 （名古屋市など） | スターキャット・ ケーブルネットワーク | 2015年10月17日 -               | ケーブルテレビ 共同制作局                  | 土曜 22:30 - 23:00 |        |
| 宮城県                  | 仙台放送（OX）                        | 2016年4月15日 -                | フジテレビ系列                             | 金曜 26:24 - 26:54 |        |

## スタッフ
- 企画：遠藤圭介（テレビ埼玉）、由田貴久（ラインコミュニケーションズ）
- 制作プロデューサー：神山友和（ホールマン）
- プロデューサー：出口雅史、石山孝紀、福原直樹、漆間宏一、須藤泰志、星野高章、江副純夫、那須惠太朗、八木孝博、植松充伸、寺田良司、宮川薫、楚山由美香、沼尻孝、兼定力
- エグゼクティブ・プロデューサー：藤中秀紀（ラインコミュニケーションズ）、橋本元康（ホールマン）
- 構成：八代丈寛
- ディレクター:工藤真大
- 製作著作：「肉食女子部」製作委員会（ラインコミュニケーションズ、ホールマン、5いっしょ3ちゃんねる参加各局、岐阜放送、サンテレビジョン、ひかりTV、NOTTV、スターキャット・ケーブルネットワーク）